# Eureka Stockade

A Bandeira Eureka.

A Eureka Stockade ou Rebelião Eureka ocorreu em 1854, instigada por garimpeiros de Ballarat, Vitória, na Austrália, que se revoltaram contra a autoridade colonial do Reino Unido. Ele culminou na Batalha da Paliçada de Eureka, travada entre rebeldes e as forças coloniais da Austrália em 3 de dezembro de 1854 em Eureka Lead e batizada em homenagem a uma estrutura de paliçada construída por mineiros na preparação para o conflito. A rebelião resultou em pelo menos 27 mortes e muitos feridos, a maioria das vítimas sendo rebeldes. 
A rebelião foi o culminar de um período de desobediência civil durante a corrida do ouro vitoriana com os mineiros se opondo às despesas de uma licença de mineiro, tributação por meio da licença sem representação e as ações do governo, da polícia e militares. A rebelião local cresceu a partir de um movimento da Ballarat Reform League e culminou na construção de uma rude ameia pelos rebeldes e em um cerco rápido e mortal pelas forças coloniais.
Quando os rebeldes capturados enfrentaram julgamento em Melbourne, o apoio público em massa levou à sua libertação e resultou na introdução da Lei Eleitoral de 1856, que determinava o sufrágio para os colonos do sexo masculino na câmara baixa do parlamento vitoriano. Este é considerado o segundo ato instituído de democracia política na Austrália. A rebelião Eureka é identificada de forma controversa com o nascimento da democracia na Austrália e interpretada por muitos como uma revolta política. Um museu dedicado em Ballarat, o Museu da Democracia Australiana em Eureka, abriga uma bandeira que os mineiros projetaram e juraram lealdade antes da batalha. Conhecida na época como a "bandeira australiana", tornou-se um símbolo nacional e às vezes é candidata a debates sobre a mudança da bandeira australiana.
| Colônia de Vitória - Exército britânico - Victoria Police | Rebeldes Stockade                                           |
| Força                                                     |                                                             |
| 276                                                       | 190                                                         |
| Vítimas e perdas                                          |                                                             |
| 6 mortos                                                  | - 22-60 mortos - (estimado) - 12+ feridos - 120+ capturados |